# Molwad, Athni
Molwad là một làng thuộc tehsil Athni, huyện Belgaum, bang Karnataka, Ấn Độ.